# Société d'étude et de réalisation d'engins balistiques
La Société d'étude et de réalisation d'engins balistiques, abrégée en SEREB, est une société française gouvernementale, fondée 17 septembre 1959, chargée de la réalisation des missiles porteurs de l'arme atomique française. En 1970, elle est intégrée à la société Aérospatiale.

## Histoire

### Ambition d’armement nucléaire
Quand Charles de Gaulle revient au pouvoir en juin 1958, la France est engagée dans le développement d’une force de frappe nucléaire. Le pays souhaite faire reposer sa défense sur la combinaison de la bombe atomique et d'un bombardier stratégique (le Mirage IV). Toutefois, les nouvelles autorités[Qui ?] s’interrogent sur la suite à donner à ce couple sur le remplacement du bombardier par un missile balistique intercontinental (plus précisément, en utilisation de vecteurs placés à bord de sous-marins), plus efficace et moins vulnérable dans un avenir proche, à la suite du succès des missiles soviétiques et américains.
Un dernier choix est de concevoir les missiles par la France ou sous licence d’un pays maîtrisant la technologie des missiles, de préférence les Américains.

### Développement favorable des engins-fusées
Durant les années 1950, la France traverse une période très chargée en termes de matière d’études et d’expérimentations de missiles de tous types. C'est ainsi que toutes les armées, à travers leur direction technique et/ou des entreprises, développent alors des dizaines de programmes et expérimentent des milliers d’engins-fusées
Par exemple, l’ingénieur Louis Bonte, alors directeur de la Direction technique et industrielle de l’aéronautique (DTIA) de l’armée de l’Air française, émet dès septembre 1958, l’idée de la création d’une société d’études de missiles balistiques.
Le gouvernement réfléchit à propos du choix de la création d’une étude de missiles balistiques, s'il peut être favorable, mais poursuit néanmoins ses négociations avec les Américains, dont le groupe Boeing pour l’achat et le développement d’un missile balistique d’une portée de plusieurs milliers de kilomètres.

### Décision d’adoption de développement des missiles
En mars 1959, plusieurs lancements de plusieurs fusées sondes Véronique AGI sont effectués par les scientifiques du Comité de recherches spatiales (CRS), soutenus par les militaires du Comité d’action scientifique de la Défense nationale (CASDN), depuis le champ de tir d’Hammaguir du Centre interarmées d’essais d’engins spéciaux (CIEES), dans le Sahara français.
La Véronique est exploitée dans le cadre de l’exploration de la haute atmosphère, non guidée et avec une puissance limitée (en charge et en portée). La Véronique obtient un double succès, scientifique avec la découverte de la turbopause par l’équipe du professeur Jacques Blamont, et médiatique. La presse s’exalte à proclamer que grâce à la Véronique, la France est devenue un acteur majeur dans l’exploration spatiale.
Les négociations entamées avec les Américains n’aboutissent pas. Face aux contraintes strictes, notamment concernant l’emploi éventuel des missiles balistiques, il est décidé d’opter pour un développement national.

### Naissance de la SEREB
À la suite de l’adoption du développement national des missiles, la Société d'étude et de réalisation d'engins balistiques est fondée le 17 septembre 1959, pour l'élaboration des missiles balistiques. La SEREB regroupe toutes les grandes sociétés majeures de l’industrie aéronautique, possédant les connaissances nécessaires à la réalisation de ces engins.
Le siège de la SEREB est fixé à Saint-Aubin-de-Médoc près de Saint-Médard-en-Jalles où existe déjà une poudrerie qui fabriquera les ergols solides. L'une des premières tâches sera la construction du CAPE (Centre d'achèvement des propulseurs et engins) qui deviendra par la suite CAEPE (Centre d'achèvement et d'essais des propulseurs et engins).
Les actionnaires sont :
- Nord Aviation
- Sud Aviation
- SNECMA
- SEPR qui deviendra SEP
- Dassault
- MATRA
- ONERA
- Service des Poudres

Pour cela, les rôles sont distribués : la direction générale de la SEREB est confiée à Charles Cristofini, la direction technique revient à Roger Chevalier, ancien ingénieur en chef chez Nord Aviation, la direction industrielle à Pierre Usunier du LRBA, la direction des études à Jean Hugues de Sud Aviation, et la direction des essais au colonel Michaud.
L’équipe se lance alors trois objectifs différents convergents : le développement d’études sur les propulsions à liquides et solide, la maîtrise de la rentrée d’ogive dans l’atmosphère et la conception d’engins expérimentaux.

### Le programme Pierres précieuses et les lanceurs Diamant A

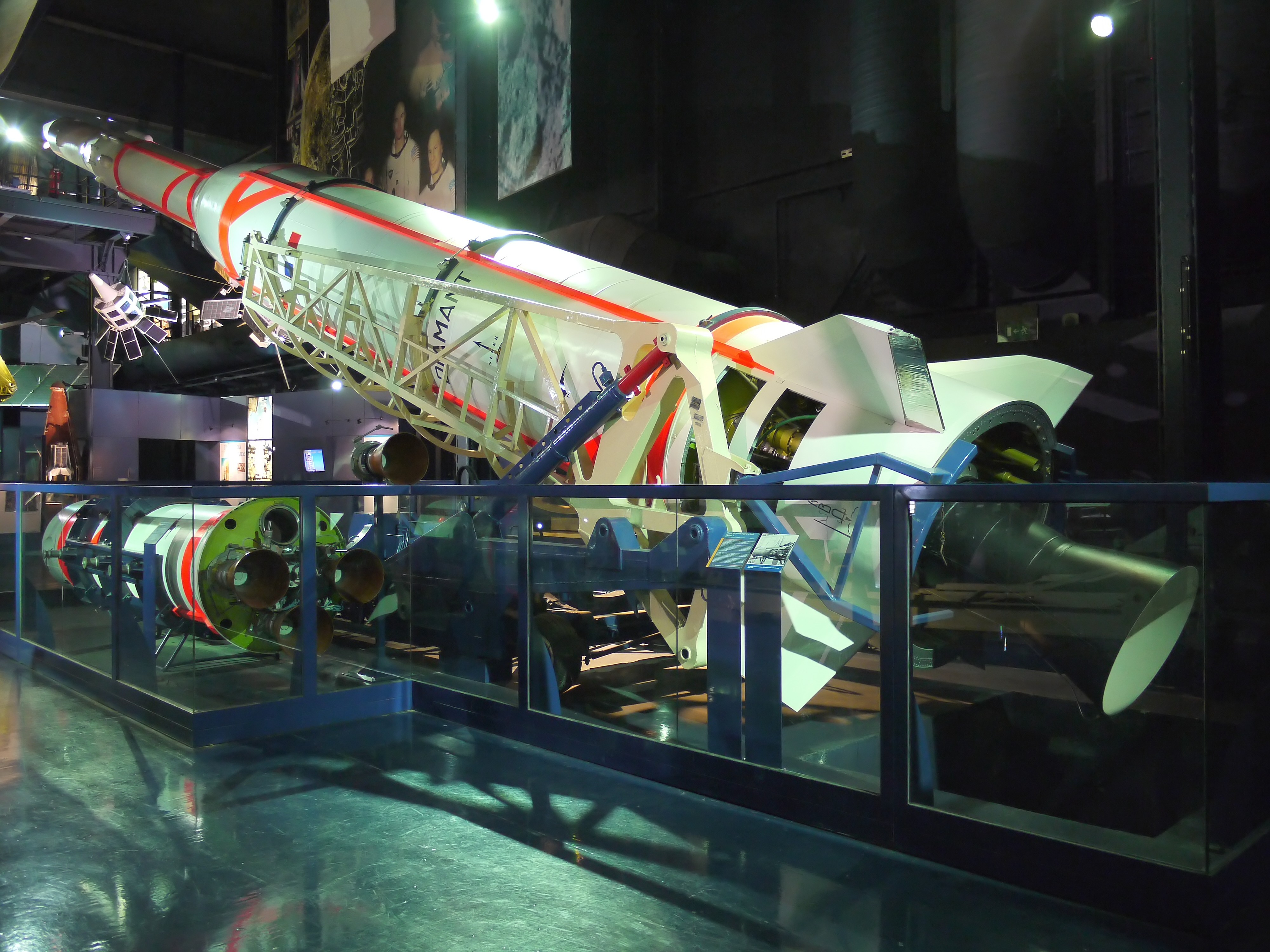
La fusée Diamant.

Le programme « Pierres précieuses » est mis en place et confié au SEREB. L’objectif de ce programme est la réalisation d’engins expérimentaux, pour l’acquisition du savoir-faire nécessaire à la création de missiles. Pour cela plusieurs engins sont conçus :
- VE 9
- Aigle
- Agate
- Émeraude
- Topaze
- Rubis
- Saphir

À l’automne 1960, l’équipe menée par Bernard Dorléac vise à placer une fusée Rubis au sommet d'une Saphir, comme potentiel lanceur spatial capable de placer 50 kg en orbite basse (300 km). Bernard Dorléac, dès décembre 1959, pilote un petit groupe dans cet objectif.
En mai et juin 1960, plusieurs notes techniques décrivent ce qui va devenir le lanceur Diamant. Le projet de lanceur est présenté au délégué ministériel à l’Air, puis le 23 décembre au ministre des Armées. Devant ce projet séduisant, l’armée, mais aussi le CRS, songent à accélérer le développement du projet de la fusée.
Le 22 juillet 1961, à l’issue d’un conseil interministériel, Charles de Gaulle et son gouvernement décident de soutenir le développement du lanceur de satellites Diamant, et fondent le CNES le 19 septembre, pour prendre en charge le projet. La SEREB reçoit la mission, sous la responsabilité de la Délégation ministérielle à l’Armement, de construire le lanceur, et de concevoir le satellite Astérix, qui devient, le 26 novembre 1965 à 15 h 47 min 21 s, le premier satellite conçu par la France, lancé par la fusée Diamant A.

### Fusion
En janvier 1970, un décret autorise la société Sud-aviation à augmenter sa participation au capital de la SEREB, et entre autres, la fusion de la SEREB et de Sud-Aviation, et aussi de Nord-Aviation, ce qui aboutit à la Société nationale industrielle aérospatiale qui deviendra par la suite Aérospatiale.